# ماساهارو ساتو
ماساهارو ساتو (佐藤正治 ساتو ماساهارو) هو مؤدي أصوات ياباني ولد في 1 يوليو 1946 في أوتا, طوكيو.

## أدواره في الأنمي

### مسلسلات أنمي تلفزيونية
- يايبا - مياموتو موساشي
- مغامرات رنا - شرطي
- دراغون بول - المساعد بلاك
- دراغون بول Z - موسكا
- دراغون بول GT - المساعد بلاك
- دراغون بول كاي - المعلم روشي، موسكا
- دراغون بول سوبر - المعلم روشي
- سلايرز - زولوم
- إينوياشا - غوشينكي
- فايري تايل - إيفان درير
- إندماج الديجيمون - غارغومون
- ون بيس - جون جاينت (الصوت الأول)
- بليتش - غيوكاكو كوموي
- سينت سيا - غيغاس، جاكي, دراكتيس، كريساور كريشنا
- هجوم العمالقة - جد أرمين أرليرت
- البدلة المتنقلة زيتا جاندام - حسن
- بوكيمون - تشارلز غودشو

### أوفا أنمي
- تيلز أوف سيمفونيا ذي أنيميشن: فصل سيلفارانت - ديرك إرفينغ
- تيلز أوف سيمفونيا ذي أنيميشن: فصل اتحاد العوالم - ديرك إرفينغ
- البدلة المتنقلة جاندام UC - حسن
- أوشيو وتورا - جد أساكو ناكامورا

### أفلام أنمي
- ون بيس: البارون أوماتسوري والجزيرة السرية - كيروشوت
- دراغون بول Z: إنتقام كولر - دوري
- دراغون بول Z: برولي السوبر سايان الأسطوري - الملك فيجيتا
- دراغون بول Z: بايو-برولي - دكتور كولي
- دراغون بول Z: غضب التنين - المعلم روشي
- دراغون بول: طريق القوة - المساعد بلاك
- دراغون بول Z: معركة الخوارق - المعلم روشي
- دراغون بول Z: إعادة إحياء "F" - المعلم روشي

## أدواره في ألعاب الفيديو
- سيجاسونيك ذا هيدجهوغ - د. إغمان
- تيلز أوف سيمفونيا - ديرك إرفينغ
- تيلز أوف سيمفونيا: دون أوف ذا نيو وورلد - ديرك إرفينغ
- فاينل فانتسي X - جيسكال غوادو
- دراغون بول Z: بودوكاي - بورونغا
- دراغون بول: ريفنج أوف كينغ بيكولو - المساعد بلاك
- مغامرة جوجو الغريبة: أول ستار باتل - عضو مجلس الشيوخ ويلسون فيليبس

## وصلات خارجية
- ماساهارو ساتو على موقع IMDb (الإنجليزية)
- ماساهارو ساتو على موقع ميوزك برينز (الإنجليزية)
- ماساهارو ساتو على موقع قاعدة بيانات الفيلم (الإنجليزية)
- ماساهارو ساتو على موقع ANN person (الإنجليزية)